# Гладуин (округ)
Гла́дуин (англ. Gladwin County) — округ в штате Мичиган, США. Официально образован в 1831 году. По состоянию на 2010 год, численность населения составляла 25 692 человека.

## География
По данным Бюро переписи США, общая площадь округа равняется 1 336,441 км2, из которых 1 300,181 км2 суша и 36,260 км2 или 2,700 % это водоёмы.

## Население
По данным переписи населения 2000 года в округе проживает 26 023 жителя в составе 10 561 домашнего хозяйства и 7 614 семьи. Плотность населения составляет 20,00 человек на км2. На территории округа насчитывается 16 828 жилых строений, при плотности застройки около 13,00-ти строений на км2. Расовый состав населения: белые — 97,65 %, афроамериканцы — 0,13 %, коренные американцы (индейцы) — 0,56 %, азиаты — 0,27 %, гавайцы — 0,02 %, представители других рас — 0,31 %, представители двух или более рас — 1,06 %. Испаноязычные составляли 0,96 % населения независимо от расы.
В составе 27,10 % из общего числа домашних хозяйств проживают дети в возрасте до 18 лет, 60,50 % домашних хозяйств представляют собой супружеские пары проживающие вместе, 8,00 % домашних хозяйств представляют собой одиноких женщин без супруга, 27,90 % домашних хозяйств не имеют отношения к семьям, 24,00 % домашних хозяйств состоят из одного человека, 11,20 % домашних хозяйств состоят из престарелых (65 лет и старше), проживающих в одиночестве. Средний размер домашнего хозяйства составляет 2,43 человека, и средний размер семьи 2,85 человека.
Возрастной состав округа: 23,20 % моложе 18 лет, 6,50 % от 18 до 24, 24,20 % от 25 до 44, 27,80 % от 45 до 64 и 27,80 % от 65 и старше. Средний возраст жителя округа 42 лет. На каждые 100 женщин приходится 98,50 мужчин. На каждые 100 женщин старше 18 лет приходится 95,30 мужчин.
Средний доход на домохозяйство в округе составлял 32 019 USD, на семью — 37 090 USD. Среднестатистический заработок мужчины был 33 871 USD против 21 956 USD для женщины. Доход на душу населения составлял 16 614 USD. Около 10,40 % семей и 13,80 % общего населения находились ниже черты бедности, в том числе — 19,40 % молодежи (тех, кому ещё не исполнилось 18 лет) и 7,30 % тех, кому было уже больше 65 лет.